# Бялч (Великопольське воєводство)
Бялч (пол. Białcz) — село в Польщі, у гміні Хжипсько-Велике Мендзиходського повіту Великопольського воєводства.
Населення — 265 осіб (2011).
У 1975-1998 роках село належало до Познанського воєводства.

## Демографія
Демографічна структура станом на 31 березня 2011 року:
|          | Загалом | Допрацездатний вік | Працездатний вік | Постпрацездатний вік |
| -------- | ------- | ------------------ | ---------------- | -------------------- |
| Чоловіки | 135     | 37                 | 91               | 7                    |
| Жінки    | 130     | 24                 | 83               | 23                   |
| Разом    | 265     | 61                 | 174              | 30                   |